# Lubuk Lintah
Lubuk Lintah is een bestuurslaag in het regentschap Padang van de provincie West-Sumatra, Indonesië. Lubuk Lintah telt 9040 inwoners (volkstelling 2010).